# Harpactea doblikae
Harpactea doblikae là một loài nhện trong họ Dysderidae.
Loài này thuộc chi Harpactea. Harpactea doblikae được Tord Tamerlan Teodor Thorell miêu tả năm 1875.